# Zeno
Zeno  è un nome proprio di persona italiano maschile.

## Varianti
- Maschili: Zenone[1][3], Zenio[2][3]
- Femminili: Zena[2][3], Zenona[3], Zenia[2][3]

### Varianti in altre lingue
- Catalano: Zenó[5], Zenon[5]
- Greco antico: Ζήνων (Zénon)[1][2][3][4][6]
- Greco moderno: Ζηνων (Zīnōn)[4]
- Latino: Zeno[1][4][6]
- Polacco: Zenon[4]
- Russo: Зенон (Zenon)
- Spagnolo: Zenón[5]

## Origine e diffusione
Continua il greco antico Ζήνων (Zénon), derivante da Ζῆν (Zên), la forma accusativa del nome Zeus (ossia "di Zeus", "relativo a Zeus"). In origine era, probabilmente, una forma abbreviata di vari nomi teoforici riferiti al dio greco Zeus, come Zenodoto ("dato da Zeus") o Zenodoro ("dono di Zeus"), Zenobio e Zenaide. Il significato viene talvolta interpretato come "consacrato a Zeus", "sacerdote di Zeus".
Il nome era assai diffuso nell'antichità, e venne portato da un certo numero di personaggi storici. In italiano è giunto principalmente in due forme, "Zeno" (che continua direttamente il nominativo latino Zeno) e "Zenone" (che deriva invece da casi obliqui come Zenonis e Zenonem); la sua diffusione è sostenuta dal culto di vari santi, ma specialmente di san Zeno, patrono di Verona e di varie altre città. Oltre metà delle occorrenze del nome sono attestate in Veneto ed Emilia-Romagna, le restanti sono disperse.

## Onomastico

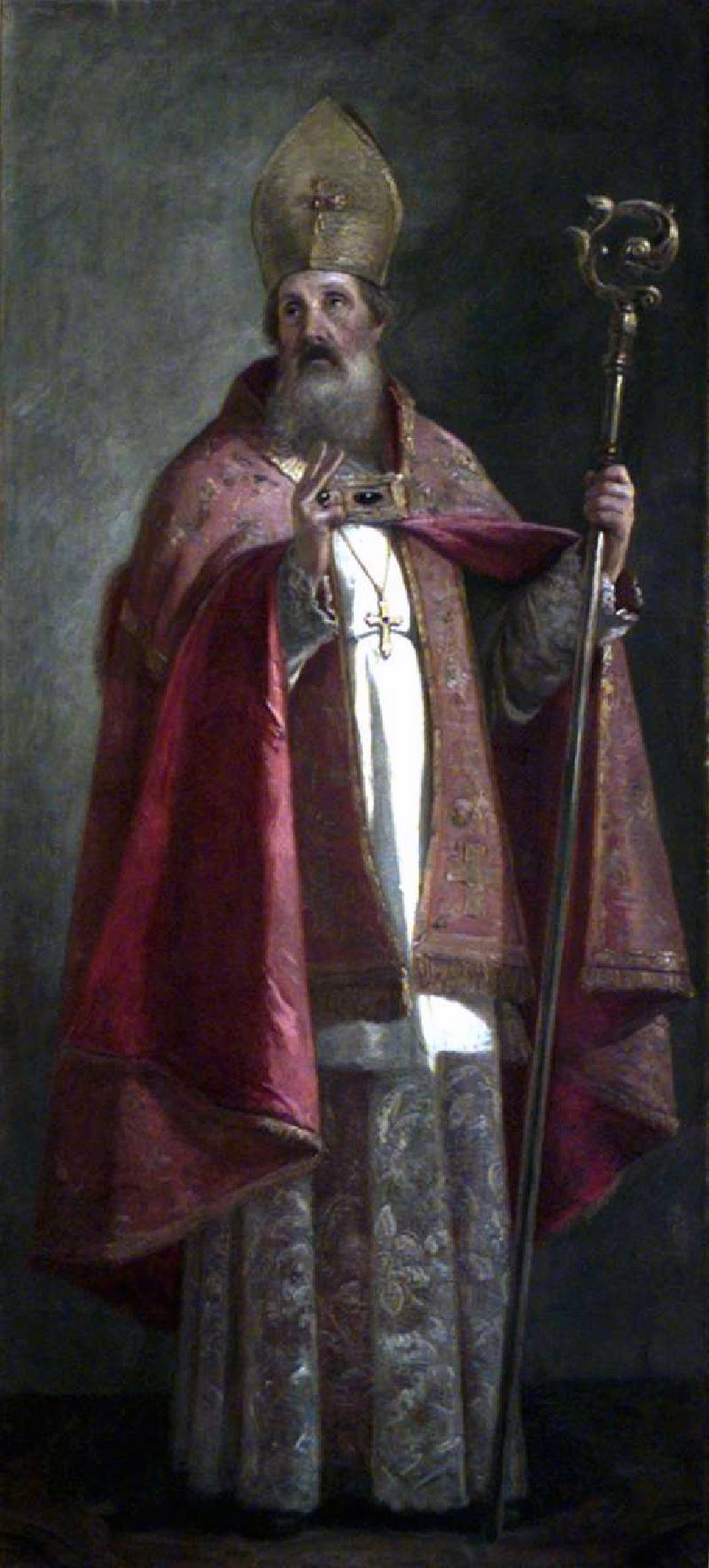
San Zeno di Verona dipinto da Domenico Guardi

L'onomastico si festeggia solitamente il 12 aprile (o il 21 maggio) in memoria di san Zeno, vescovo di Verona e martire sotto Gallieno. Con questo nome si ricordano diversi altri santi, frai quali, alle date seguenti:
- 18 gennaio (o altre date), san Zenone, martire a Nicea[8]
- 10 febbraio, san Zenone, monaco ad Antiochia[1]
- 14 febbraio, san Zenone, martire a Roma[1][5][7][8]
- 5 aprile, san Zenone, martire[1][8]
- 20 aprile, san Zenone, martire a Nicomedia[1][8]
- 23 aprile, san Zenone, martire in Lidia[1]
- 28 aprile, san Zenone, martire a Corfù[1]
- 30 aprile, san Zenone, martire in Numidia[1]
- 1º giugno, san Zenone, soldato, martire ad Alessandria d'Egitto sotto Decio con i santi Ammone, Tolomeo, Ingene e Teofilo[7][8]
- 18 giugno, san Zenone, martire a Nicea con i santi Cosconio e Melanippo[7]
- 19 giugno, san Zenone, anacoreta e confessore[1]
- 23 giugno, san Zenone, soldato, martire ad Amman sotto Diocleziano assieme a san Zena[1][7][8]
- 30 giugno, beato Zenone Kovalyk, sacerdote redentorista, martire a Leopoli[7][8]
- 13 luglio, san Zenone, martire a Trieste[1]
- 15 luglio, san Zenone, martire ad Alessandria d'Egitto[1][8]
- 2 settembre, san Zenone, martire a Nicomedia sotto Diocleziano con i suoi figli Teodoro e Concordio[1][7][8]
- 3 settembre, san Zenone, martire sotto Diocleziano[1][8]
- 5 settembre, san Zenone, martire a Melitene[1][8]
- 21 settembre (o 8 settembre[1]), san Zenone, martire a Gaza con i santi Eusebio e Nestabo[7][8]
- 17 ottobre, san Zenone, vescovo di Benevento[1]
- 22 dicembre, san Zenone, soldato, martire a Nicomedia sotto Diocleziano[1][8]
- 26 dicembre, san Zenone, vescovo di Maiuma di Gaza[1][7][8]

## Persone

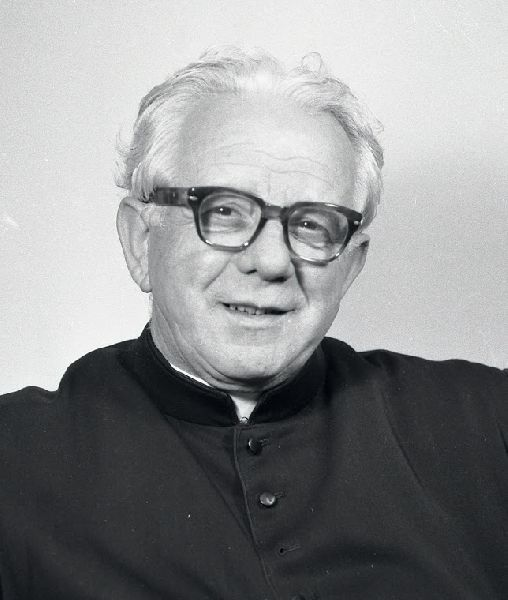
Zeno Saltini

- Zeno Bertoli, pallanuotista italiano
- Zeno Birolli, critico d'arte e scrittore italiano
- Zeno Braitenberg, giornalista, conduttore televisivo e saggista italiano
- Zeno Colò, sciatore alpino italiano
- Zeno Pegorari, miniatore italiano
- Zeno Saltini, presbitero italiano
- Zeno Vendler, filosofo e linguista ungherese

### Variante Zenone

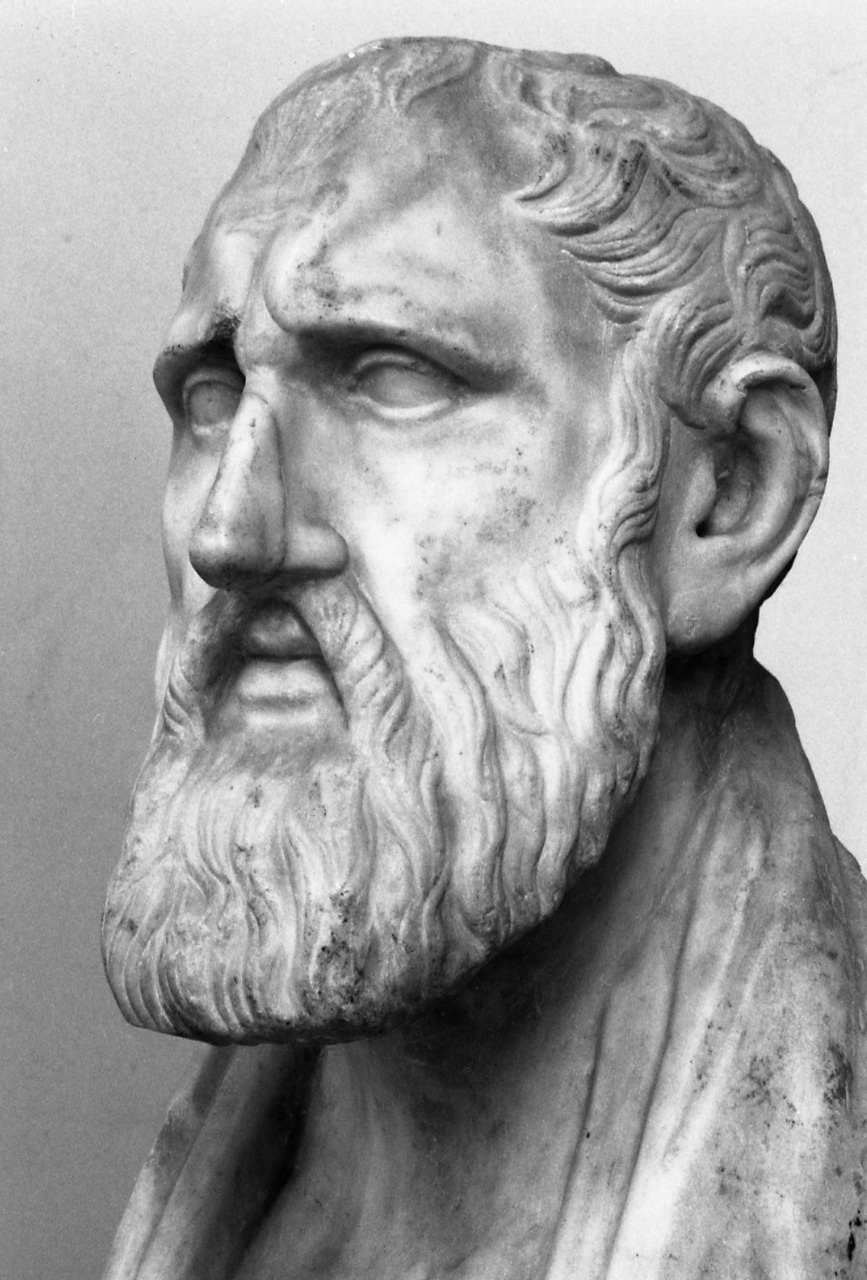
Zenone di Cizio

- Zenone, imperatore romano d'Oriente
- Zenone, console bizantino
- Zenone Benini, politico italiano
- Zenone di Elea, filosofo greco antico
- Zenone di Filadelfia, militare romano
- Zenone di Cizio, filosofo greco antico
- Zenone di Rodi, storico greco antico
- Zenone di Sidone, filosofo greco antico
- Zenone di Tarso, filosofo greco antico
- Zenone Lavagna, pittore italiano
- Zenone Mattei, musicista italiano
- Zenone Veronese, pittore italiano

### Variante Zenon

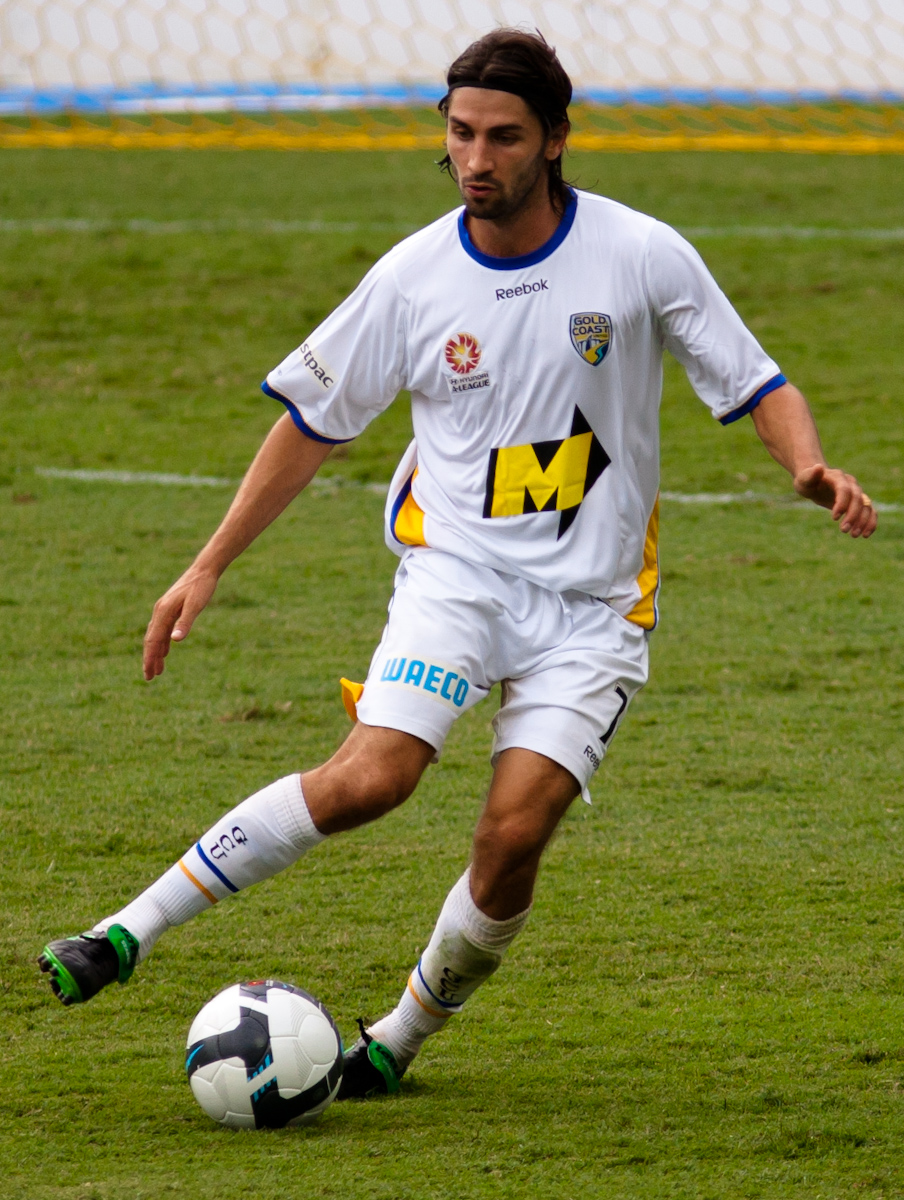
Zenon Caravella

- Zenon Bortkevič, pallanuotista sovietico
- Zenon Caravella, calciatore australiano
- Zenon de Souza Farias, calciatore brasiliano
- Zenon Grocholewski, cardinale e arcivescovo cattolico polacco
- Zenon Jaskuła, ciclista su strada polacco
- Zenon Nowosz, velocista polacco
- Zenon Różycki, cestista polacco
- Zenon Stefaniuk, pugile polacco

### Variante Zenón

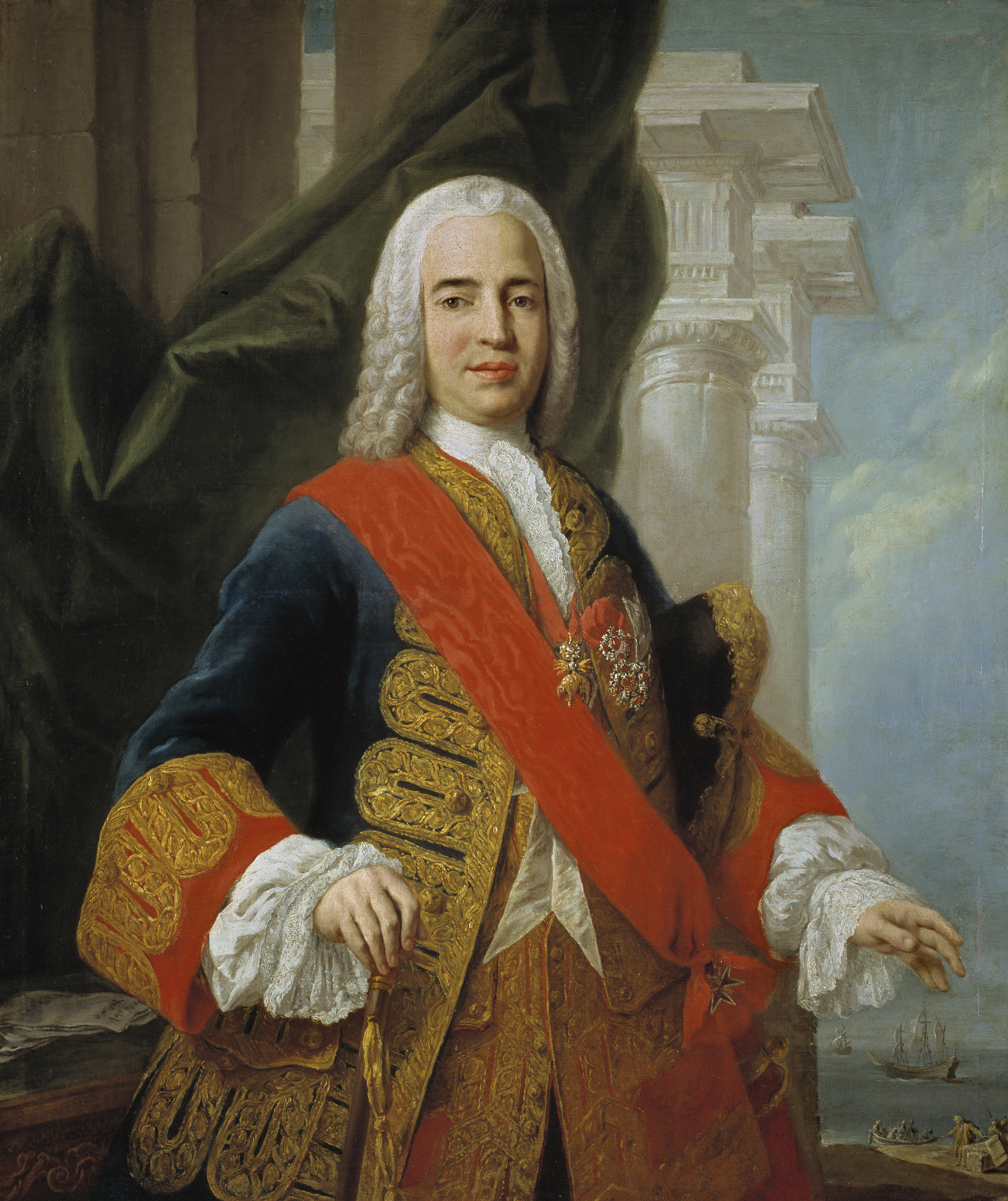
Zenón de Somodevilla y Bengoechea

- Zenón de Somodevilla y Bengoechea, politico e statista spagnolo
- Zenón Díaz, calciatore argentino
- Zenón Noriega Agüero, generale e politico peruviano
- Zenón Franco Ocampos, scacchista paraguaiano
- Zenón M. Pereyra, astronomo cileno

### Variante Zīnōn
- Zīnōn Michaīlidīs, tiratore greco

## Il nome nelle arti
- Zeno è un personaggio della serie manga e anime Zatch Bell!.
- Zeno è il nome italiano di Rezo, personaggio della serie anime e manga Slayers.
- Zenone è un personaggio del romanzo storico di Marguerite Yourcenar L'opera al nero.
- Zenone è un personaggio del film del 1966 L'armata Brancaleone, diretto da Mario Monicelli.
- Zenon è un personaggio della serie manga e anime Devilman.
- Zeno Cosini è il protagonista del romanzo di Italo Svevo La coscienza di Zeno.
- Zeno Zoldick è un personaggio della serie manga e anime Hunter × Hunter.
- Zeno è un personaggio della serie manga e anime Dragon Ball Super.

## Toponimi
- Zeno è un cratere della Luna, intitolato al filosofo ellenistico Zenone di Cizio.